# Flavi Popili Nepocià
Flavi Popili Nepocià (llatí: Flavius Popilius Nepotianus) va ser fill de Viri Nepocià i d'Eutròpia, germanastra de Constantí el Gran.
Va ser probablement el cònsol de l'any 336 que apareix als Fasti amb aquest nom, i que va exercir junt amb Facund.
Quan es va produir la usurpació de Magnenci el 350, Nepocià va reunir una banda de gladiadors, esclaus fugitius i altres personatges fora de la llei i es va revoltar. El 3 de juny del 350 es va proclamar August, va avançar contra Roma, va derrotar a Anici o Anicet, el prefecte de la ciutat, i es va apoderar de la capital, que va patir sagnants lluites entre les faccions.
Va gaudir durant uns 28 dies d'un cert poder fins que Marcel·lí, canceller de la hisenda de l'imperi (comes sacrarum larqitionum), principal suport de Magnenci, el va derrotar i va executar als senadors i nobles que li havien donat suport.